# Глендејл (округ Болдер, Колорадо
Глендејл (енгл. Glendale, Boulder County) насељено је место без административног статуса у америчкој савезној држави Колорадо.

## Демографија
По попису из 2010. године број становника је 69.
| Група             | 2000.    | 2010.      |
| Белци             | 0 (0,0%) | 61 (88,4%) |
| Афроамериканци    | 0 (0,0%) | 1 (1,4%)   |
| Азијати           | 0 (0,0%) | 0 (0,0%)   |
| Хиспаноамериканци | 0 (0,0%) | 4 (5,8%)   |
| Укупно            | 0        | 69         |